# August Lidströmer
Otto August Osmond Lidströmer, född den 15 juni 1839 i Stockholm, död där den 1 juni 1915, var en svensk grosshandlare.

## Biografi
Lidströmer var elev vid Georgiis handelsinstitut i Stockholm 1855 och anställdes 1856 hos stadsmäklaren Conrad Nettelbladt och som bokhållare hos firman J. L. Gestrin & Comp, med prokura 1862. Han erhöll burskap som grosshandlare i Stockholm 1881. Han var revisor av Stockholms Grosshandelssocietets räkenskaper 1882–1883 och delägare i firman J. L. Gestrin & Comp. 1883-1893, och kamrerare i militärinstitutet i Stockholm 1895-1896. 

### Familj
Han var son till Fredrik August Lidströmer och far till Gustaf Lidströmer och Sigrid Lidströmer. Han var från 1865 gift med Carolina Lodin (1828-1911) från Västervik, dotter till kunglig livmedikus, medicine doktor Carl Gustaf Lodin och Anna Maria Trägårdh. Han tillhörde ätten Lidströmer.